# The Legend of Kyrandia: The Hand of Fate
 (octobre 2016).
Si vous disposez d'ouvrages ou d'articles de référence ou si vous connaissez des sites web de qualité traitant du thème abordé ici, merci de compléter l'article en donnant les références utiles à sa vérifiabilité et en les liant à la section « Notes et références ».
The Legend of Kyrandia (littéralement La Légende de Kyrandia : La Main du destin) est un jeu vidéo d'aventure en pointer-et-cliquer développé par Westwood Studios et édité par Virgin Interactive en 1993 sur DOS. C'est le deuxième volet de la série The Legend of Kyrandia.
On incarne dans ce volet le personnage de Zanthia.

## Synopsis
Par un enchantement étrange, le pays de Kyrandia disparait morceau par morceau. Les Mystiques (association de magiciens) du royaume décident de se réunir pour trouver une solution. Afin de sauver Kyrandia, la jeune alchimiste Zanthia est chargée par La Main de trouver une ancre magique au plus profond de la Terre.

## Système de jeu
La jouabilité est très semblable à celui de l'opus précédent, mais Zanthia se retrouve ici avec un chaudron d'eau chaude qui lui permet de préparer plusieurs potions si elle y introduit les bons ingrédients. Elle peut vider le chaudron et le réemplir d'eau quand elle le veut. Elle dispose également d'un livre de sorcellerie et d'un sac permettant un inventaire plus grand que dans l'opus précédent.

## Personnages
- Zanthia, jeune alchimiste, membre des Mystiques
- Marko, jeune magicien assez entiché de Zanthia
- La Main, gant géant volant animé d'une vie propre
- Faun, petit satyre
- Brueth, propriétaire du bateau du marais de la Lande Noire
- Les deux pêcheurs
- Herb, vendeur crapaud
- Le dragon postier
- Le fermier de Morningmist
- Le fantôme-épouvantail
- Les deux gardes des portes de la ville de Highmoon
- Les trois pirates
- Le poulpe joueur
- Le vendeur de moutarde
- Le capitaine du navire Highmoon / Ile de la Moutarde
- L'équipage du navire
- Les cannibales, sur l'île de la Moutarde
- Le faux beau gosse
- Les deux vieux
- Les deux abrutis
- Jessica, apprentie magicienne venue de Miltonia
- Les dinosaures en gemmes précieuses
- Des arbres peureux
- Un chevalier qui garde un pont
- Deux hommes poursuivant un pied géant
- Un écureuil anthropomorphe qui actionne le téléphérique
- Les deux chasseurs
- La femme en jaune
- Le bébé à la sucette
- Le Yéti, qui tombe amoureux de Zanthia

## Accueil
- Adventure Gamers : 4/5[1]